# Mount Popomanaseu
Mount Popomanaseu – najwyższy szczyt Wysp Salomona. Leży na wyspie Guadalcanal.